# Amegilla atribasis
Amegilla atribasis es una especie de abeja excavadora perteneciente al género Amegilla, categorizada en la tribu Anthophorini, de la subfamilia Apinae.
Fue descrita por el naturalista inglés Theodore Dru Alison Cockerell en 1933. Aparece registrada y publicada en una sección de Systematics and Phylogeny of the Anthophorine Bees (Hymenoptera: Anthophoridae; Anthophorini). The University of Kansas Science Bulletin, Vol. 53, No. 9 de 1988.

## Distribución
Se distribuye por varios países del continente africano, entre ellos, Nigeria, Ghana y Senegal (región de Kaffrine).